# موسیقی مورنا

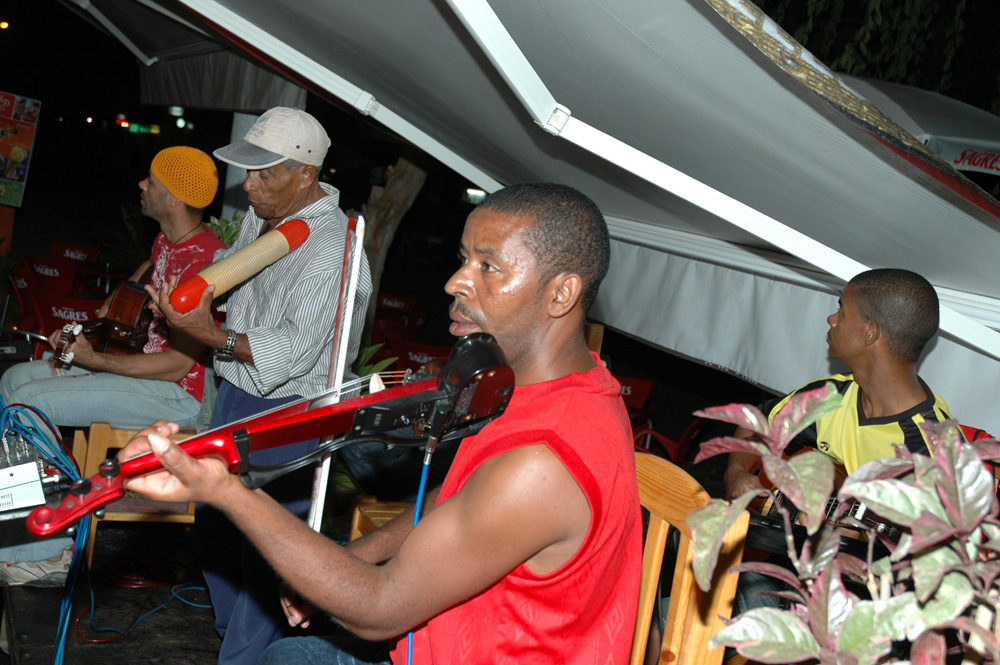
نوازندگان موسیقی مورنا در حال اجرا.

موسیقی مورنا (به پرتغالی: Morna) شکلی از موسیقی بلوز است که به عنوان موسیقی ملی کیپ ورد به حساب می آید. کیپ ورد قبلاً مستعمره کشور پرتغال بوده و در سال ۱۹۷۵ میلادی، مستقل شد. این موسیقی میراثی است از تاریخ این کشور، از بردگی گرفته تا دورافتادگی فیزیکی‌اش در اقیانوس اطلس.در این موسیقی و رقص، سازهایی چون کلارینت، آکاردیون، ویولن، پیانو، گیتار، و کاواکینیو نواخته می شوند. مشهورترین خواننده این سبک، سزاریا اوورا نام دارد که با عنوان "ملکه مورنا" شناخته می‌شد.